# Bauerngrün
Bauerngrün ist ein Stadtteil von Bayreuth im bayerischen Regierungsbezirk Oberfranken. Bauerngrün liegt in der Gemarkung Thiergarten.

## Geografie
Der Weiler liegt nördlich der Tappert an einer Gemeindeverbindungsstraße in direkter Nachbarschaft zu Krodelsberg im Norden und Sorgenflieh im Osten. Sie führt nach Thiergarten (1 km nördlich) bzw. nach Unternschreez (0,7 km südlich). Im Westen erhebt sich der Spitzige Stein (471 m ü. NHN). Hier befindet sich ein Rhätsandsteinfelsen, der als Naturdenkmal ausgezeichnet ist.

## Geschichte
Der Name des spätestens 1797 nachweisbaren Hofs geht auf die Rodung („Grün“) eines Bauern oder eines Mannes namens Bauer zurück.
Von 1797 bis 1810 unterstand der Ort dem Justiz- und Kammeramt Bayreuth. Mit dem Gemeindeedikt wurde Bauerngrün dem 1812 gebildeten Steuerdistrikt Oberkonnersreuth und der zugleich gebildeten Ruralgemeinde Thiergarten zugewiesen. Am 1. Juli 1976 wurde Bauerngrün im Zuge der Gebietsreform in Bayern nach Bayreuth eingemeindet.

### Einwohnerentwicklung
| Jahr      | 001822 | 001861 | 001871 | 001885 | 001900 | 001925 | 001950 | 001961 | 001970 | 001987 |
| Einwohner | 2      | 6      | 7      | 6      | 10     | 6      | 14     | 18     | 20     | 21     |
| Häuser    | 1      |        |        | 1      | 1      | 1      | 2      | 4      |        | 4      |
| Quelle    | [ 6 ]  | [ 8 ]  | [ 9 ]  | [ 10 ] | [ 11 ] | [ 12 ] | [ 13 ] | [ 14 ] | [ 15 ] | [ 1 ]  |

## Religion
Bauerngrün ist evangelisch-lutherisch geprägt und nach St. Marien (Gesees) gepfarrt.